# Bangweulubecken

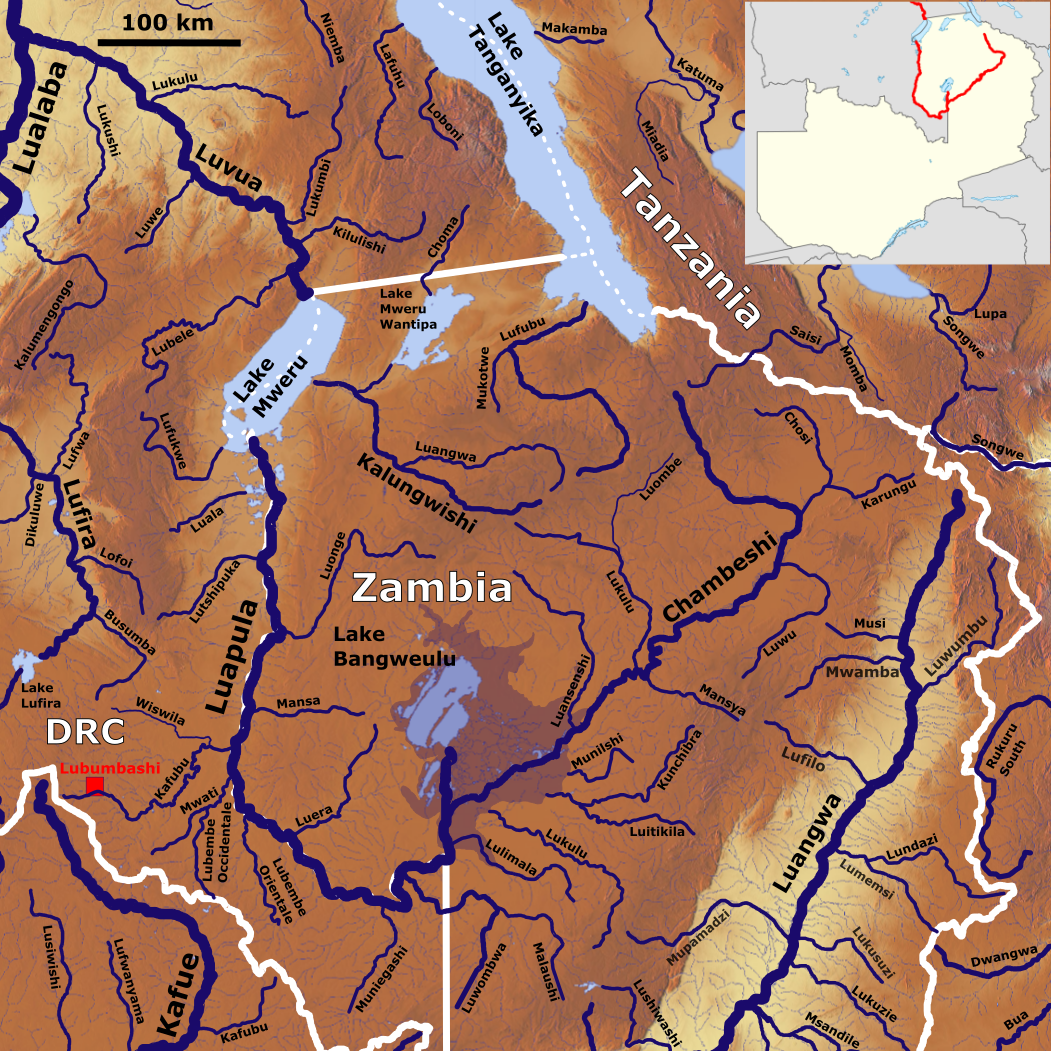
Der Nordosten Sambias mit der wichtigsten Flüssen. Der Bangweulusee (mittig) mit dem darum liegenden Becken (leicht hellere Färbung)

Das Bangweulubecken (englisch Bangweulu Basin, abgekürzt: BB) ist eine geomorphologische Beckenstruktur im Norden Sambias.

## Geografie
Die Region liegt 915 m (Luapulatal), 1140 m (Bangweuluseespiegel in der Trockenzeit) bis 1520 m hoch, stellenweise mit Bergen auch höher, auf dem nordsambischen Plateau zwischen dem Muchinga-Gebirge im Osten, dem Fluss Luapula im Westen, der Mporokosoberge, den Ausläufern des südtansanischen Hochlandes im Norden und dem Copperbelt im Süden. Die Beckenlandschaft selbst ist geprägt vom Bangweulusee und einem riesigen ihn umgebenden, mit zahllosen Wasserarmen durchzogenen Feuchtgebiet mit vielen Inseln, den Bangweulusümpfen.

## Geologie
Geologisch gesehen ist das fast kreisrunde Bangweulubecken anders als die umliegenden Gebiete wie Tanganjika, Malawisee, Karibasee, Mwerusee, Rukwa aseismisch und unempfindlich für Erdbeben. Anders als im Sambesi- oder Luangwa-Rift gibt es hier kaum Thermalquellen und Geisire. Sein Ursprung wird in vulkanischen Vorgängen vermutet.
Das kristalline Grundgebirge des Bangweulublocks besteht aus Schiefergesteinen, sauren Metavulkaniten und Granitoiden („Palaeoproterozoic Granitoide“), die zwischen 2000 und 1800 mya (Paläoproterozoikum) im Verlaufe eines tektonischen Deformations- und magmatischen Ereignisses daraus hervorgingen (Eburnische Orogenese). Das Deckgebirge besteht aus sedimentären Gesteinseinheiten der neoproterozoischen Katangan-Supergruppe. Der „Bangweulublock“ ist ein feststehender geologischer Fachbegriff für diese kratonartige Struktureinheit. Die Ränder des Blocks werden von Verwerfungen und Scherzonen bestimmt, die im Verlaufe nachfolgender tektonischer Ereignisse im afrikanischen Kontinent entstanden sind.
Das Becken ist zu den Rändern hin deutlich höher als im Zentrum, was dies zu einem Sammelbecken der Niederschläge macht. Es gibt nur einen Abfluss, ein Nebenfluss des Luapula. Seine Morphologie ist von kreisförmigen Strukturen wie bei Meteoritenkratern geprägt. Selbst die Inseln wie Mbawala oder Chishi Island folgen mit ihren Uferlinien solchen Kurven und exakt dem Nordostufer des Sees wie konzentrische Kreise.

## Infrastruktur
Das Becken in seinen tieferen Lagen ist schwer zugänglich und nur auf kleinen Wasserwegen zu erschließen. Die höheren Lagen sind im Westen durch die sogenannte "Chinese Road" Serenje – Samfya – Mansa – Nchelenge erschlossen, im Norden und im Osten durch die Eisenbahnstrecke TAZARA verkehrstechnisch über Kasama, dem regionalen Zentrum schlecht zu erreichen, im Süden ist der Kasanka-Nationalpark mit einer Flugpiste ausgestattet. Im Südwesten liegt Samfya als zentraler Marktplatz dieses Gebietes und Standort des Postbootes. Alle Wege sind nur mit Allradantrieb und großem Bodenabstand in geringem Tempo zu passieren. Als Asphaltstraße gibt es nur die „Chinese Road“. Kasama und Kasanka am äußersten Rand sind die letzten „Vorposten der Zivilisation“. Ab dort ist der Einbaum das zuverlässigste Fortbewegungs- und Transportmittel.
Das Becken ist in verschiedenen Teilen dicht besiedelt, faktisch in allen Auen, also den Gebieten, die trockenfallen und Ackerbau erlauben. Bis auf seltene Zuckerrohrplantagen am Luapula wird von der Bevölkerung ausschließlich Subsistenzlandwirtschaft betrieben. Die Stromerzeugung für das gesamte Gebiet von 50.000 km² beträgt 5 MW am Luapula und 6 MW am Kalungwishi. Selbst die in Afrika sonst überall gebräuchlichen Mobiltelefone bleiben hier ohne Kontakt.
Die Infektionsquote mit HIV liegt deutlich unter dem Landesdurchschnitt, ist aber dennoch hoch.